# Rogers Arena
Le Rogers Arena (anciennement surnommé GM Place et The Garage) est une salle omnisports située au 800 Griffiths Way à Vancouver en Colombie-Britannique, Canada. Le bâtiment est nommé en référence à son sponsor, Rogers Communications. Il est le deuxième plus gros aréna de l'Ouest canadien.
Depuis 1995, il accueille les matchs à domicile des Canucks de Vancouver de la Ligue nationale de hockey. La salle fut également le terrain de jeu des Vancouver Ravens de la National Lacrosse League et des Grizzlies de Vancouver de la National Basketball Association pendant plusieurs années. Les Grizzlies ont déménagé à Memphis, et les Ravens ont quant à eux fait faillite. Le Rogers Arena peut accueillir jusqu'à 18 910 spectateurs assis pour un match de hockey et 19 700 pour un match de basket-ball. Il offre pour les plus fortunés 88 suites luxueuses, 12 hospitality suites et 2 195 sièges de club.
Lors des Jeux olympiques d'hiver de 2010, cet aréna fut temporairement rebaptisé Place Hockey du Canada parce que la commandite corporative était interdite pour des sites de compétitions olympiques.

## Histoire
Le General Motors Place fut achevé en 1995 pour un coût de construction de $160 millions de dollars canadiens et entièrement financé sur fonds privés. La firme General Motors Canada acheta les droits d'appellation $18,5 millions de dollars pour 20 années. L'ouverture officielle se déroula le 21 septembre 1995 et le premier match de hockey sur glace le 23 septembre.
Cette infrastructure a remplacé le Pacific Coliseum dans l'organisation des événements artistiques et sportifs majeurs de la ville de Vancouver. Elle est desservie par la station de Stadium-Chinatown du Vancouver SkyTrain.
Le 17 novembre 2004, Francesco Aquilini, PDG du Aquilini Investment Group, signe un accord avec John McCaw, le propriétaire des Canucks de Vancouver et devient ainsi le propriétaire à 50 % de l'équipe et du GM Place avec McCaw. Le prix a été estimé à environ $125 millions de dollars américains. Le 8 novembre 2006, Aquilini acheté l'autre moitié des Canucks et du GM Place, devenant ainsi l'unique propriétaire.
À la mi-2006, le General Motors Place a été amélioré avec l'ajout d'un ruban électronique ProAd LED encerclant la section supérieure et peu de temps après avec un nouveau tableau indicateur (scoreboard) ProStar LED de $5 millions. Le tableau original, un Mitsubishi Mark IV, devait être remplacé car l'offre mondiale de pièces de rechange n'était pas assez grande pour le maintenir opérationnel durant les saisons de hockey 2006-2007. Le nouveau scoreboard est construit autour de quatre des plus grands écrans vidéo de la Ligue nationale de hockey. Mesurant 4,1 mètres par 7,3 mètres, ils sont capables d'afficher des images widescreen en 4,4 trillions de couleurs. Leur taille combinée avec leur espacement de pixel de 10 millimètres leur donne une image qui est incomparable dans n'importe quelle arène de la ligue. L'ensemble du tableau d'affichage pèse 22 225 kilogrammes (49 000 livres), soit 2 % de moins que celui qu'il remplace,.
La période d'installation du tableau d'affichage normalement de trois semaines a été achevée en seulement une semaine, en conséquence il y avait quelques problèmes techniques mineurs au cours de la première utilisation lors d'un match entre les Canucks de Vancouver et les Capitals de Washington, le 27 octobre 2006.

## Événements
- Concert de Bryan Adams, 19 septembre 1995 (premier événement)
- Coupe du monde de hockey 1996
- WWF in Your House "International Incident", 21 juillet 1996
- 48e Match des étoiles de la Ligue nationale de hockey, 18 janvier 1998
- Draft 1998 de la NBA, 24 juin 1998
- WWF in Your House "Rock Bottom", 13 décembre 1998
- WWE Raw, 29 mai 2000
- Championnats du monde de patinage artistique 2001, 18 au 25 mars 2001
- Championnat du monde junior de hockey sur glace 2006
- Repêchage d'entrée dans la LNH 2006, 24 juin 2006
- Concert de Justin Timberlake, 5 septembre 2007
- Concert de Beyoncé Knowles (The Beyoncé Experience Tour), 7 septembre 2007
- Match 8 de la Super Série 2007, 9 septembre 2007
- Concert des Spice Girls (The Return of the Spice Girls Tour), 2 décembre 2007
- Concert de Bruce Springsteen (Magic Tour), 31 mars 2008
- Concert de Céline Dion (Taking Chances Tour), 20 octobre 2008
- Épreuves de hockey sur glace des Jeux olympiques d'hiver de 2010
- UFC 115 : Liddell vs. Franklin, 12 juin 2010
- Concert de Rihanna, (Loud Tour), 24 et 25 juin 2011, (Diamonds World Tour), 1er avril 2013 ( Anti World Tour ) 23 avril 2016
- Concert de Metallica, 24 août 2012
- Concert de Madonna (The MDNA Tour), 29 et 30 septembre 2012
- Concert de Lady Gaga (The Born This Way Ball Tour) 11 et 12 janvier 2013
- Concert des One Direction (Take Me Home Tour), 27 juillet 2013
- Concert de Demi Lovato (The Neon Lights Tour), 9 février 2014
- Concert de Lady Gaga (artRAVE : The ARTPOP Ball), 9 août 2014
- Concert de Madonna (Rebel Heart Tour), 14 octobre 2015
- Concert de Demi Lovato et Nick Jonas (Future Now Tour), 24 août 2016
- Concert de Justin Bieber (Purpose World Tour), 11 mars 2016
- Concert de Lady Gaga (Joanne World Tour), 1 aout 2017
- Concert de Janet Jackson (State of the World Tour) , 26 septembre 2017
- The International 2018 (Compétition mondiale sur le jeu Dota 2)
- Laver Cup 2023
- Concert de Madonna (The Celebration Tour), 21 février 2024
- WWE Survivor Series: WarGames, 30 novembre 2024

## Galerie

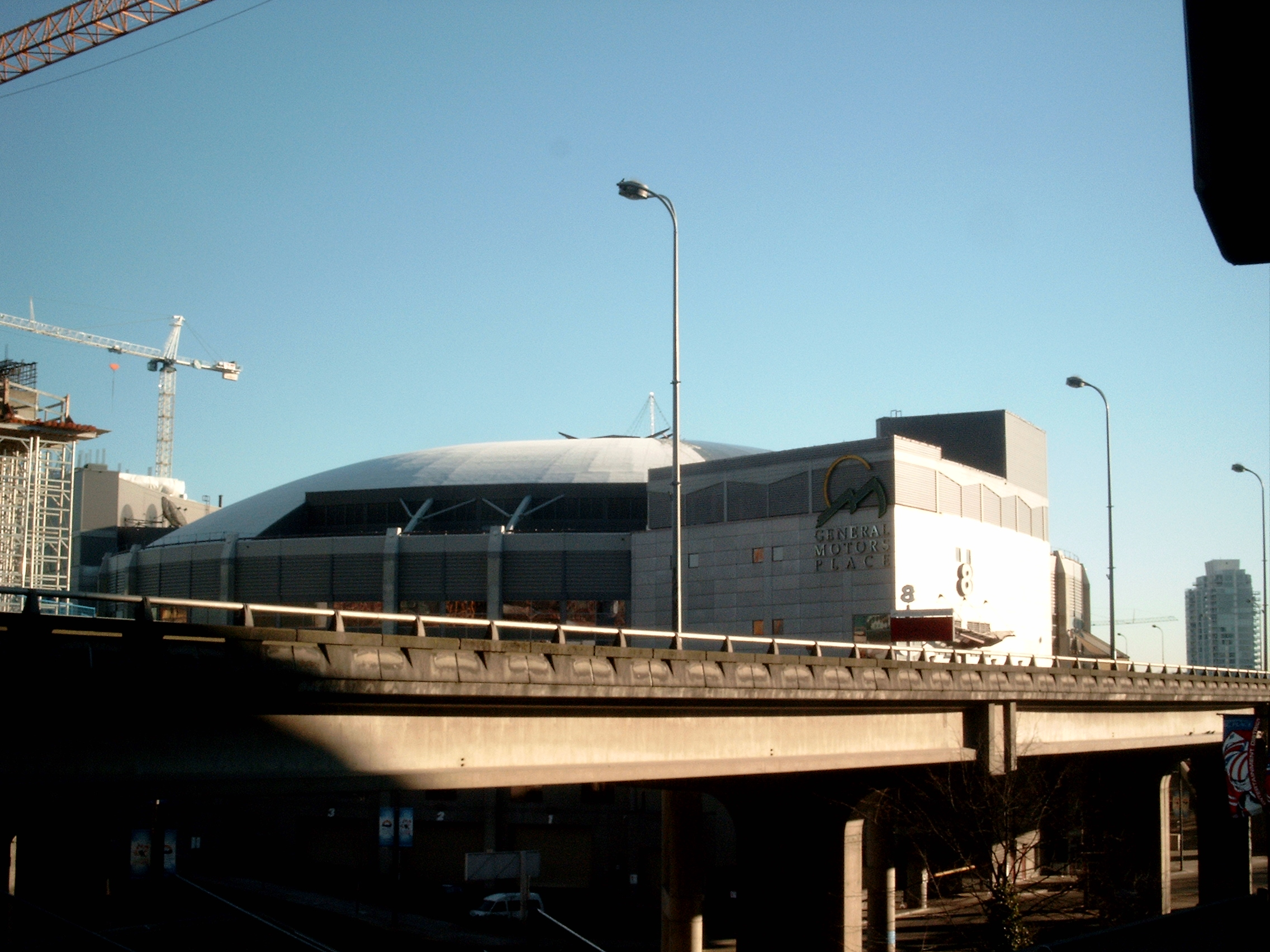
Vue extérieure
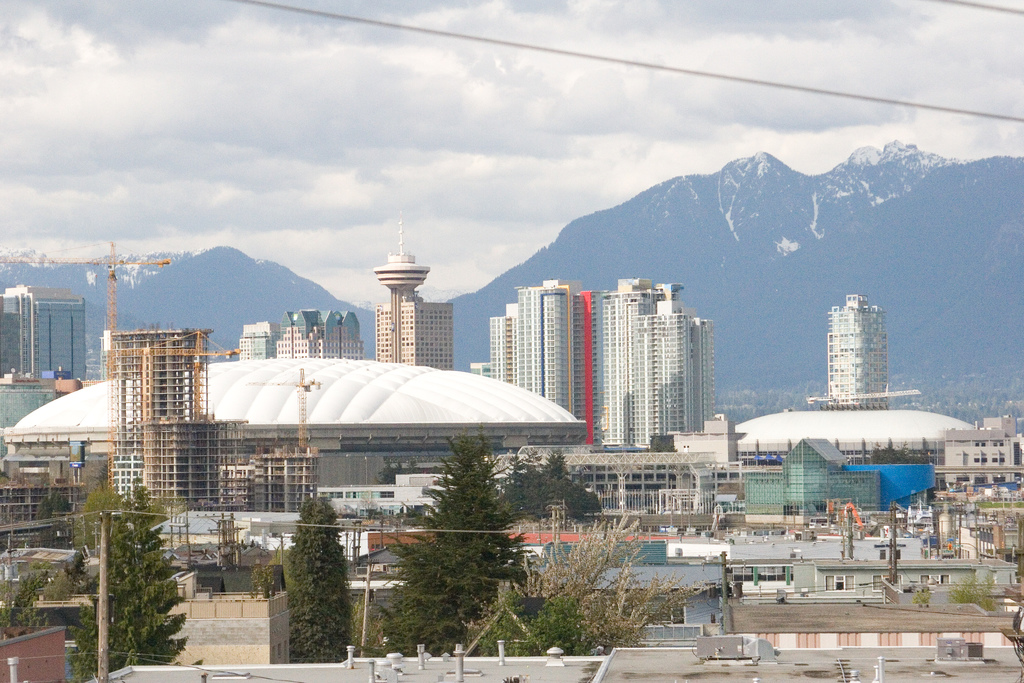
GM Place devant la skyline
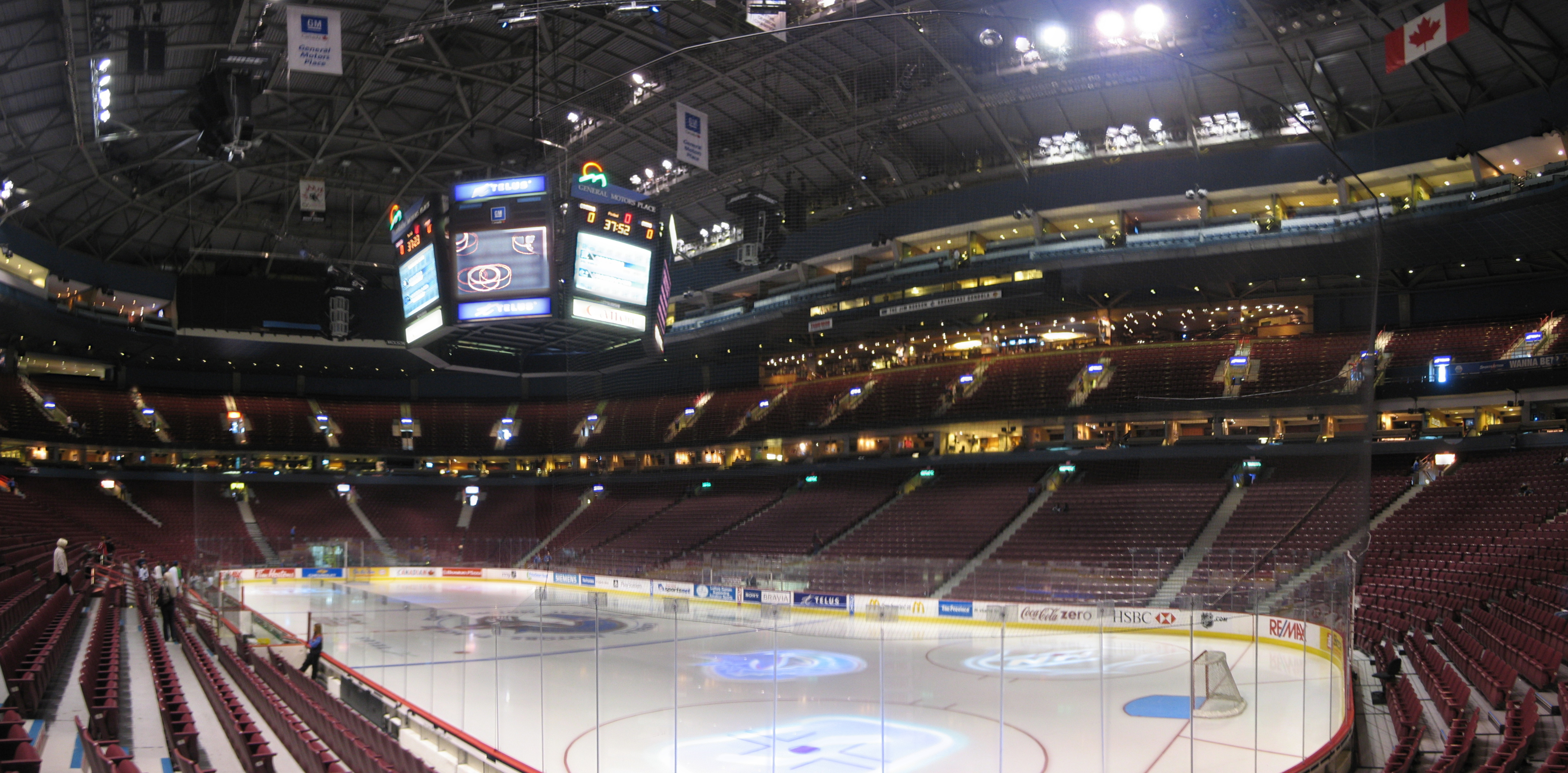
Panorama (24/9/2006)
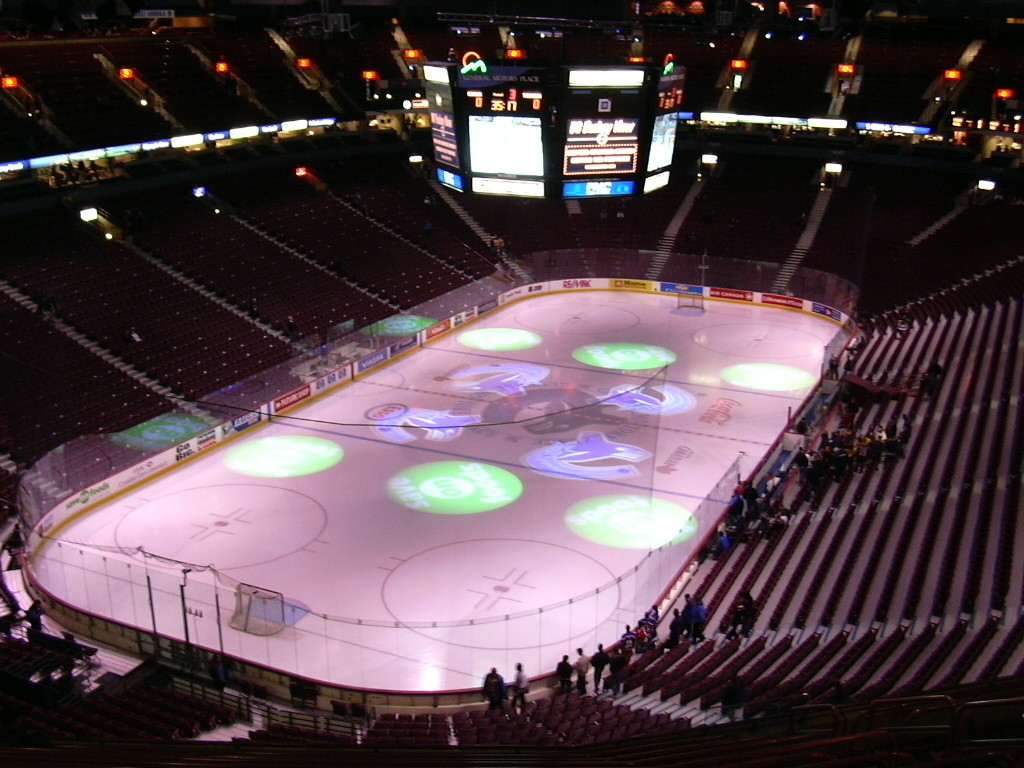
Patinoire des Canucks
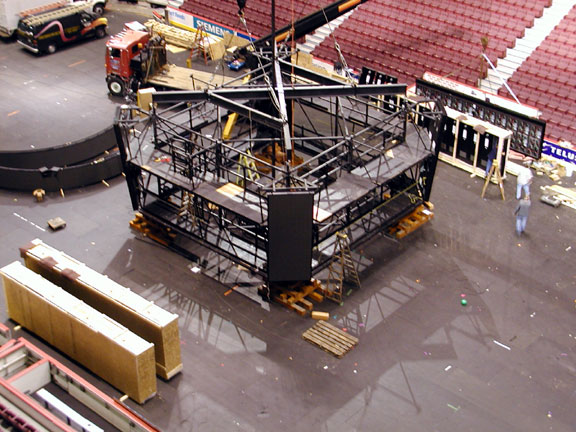
Installation du nouveau tableau des scores
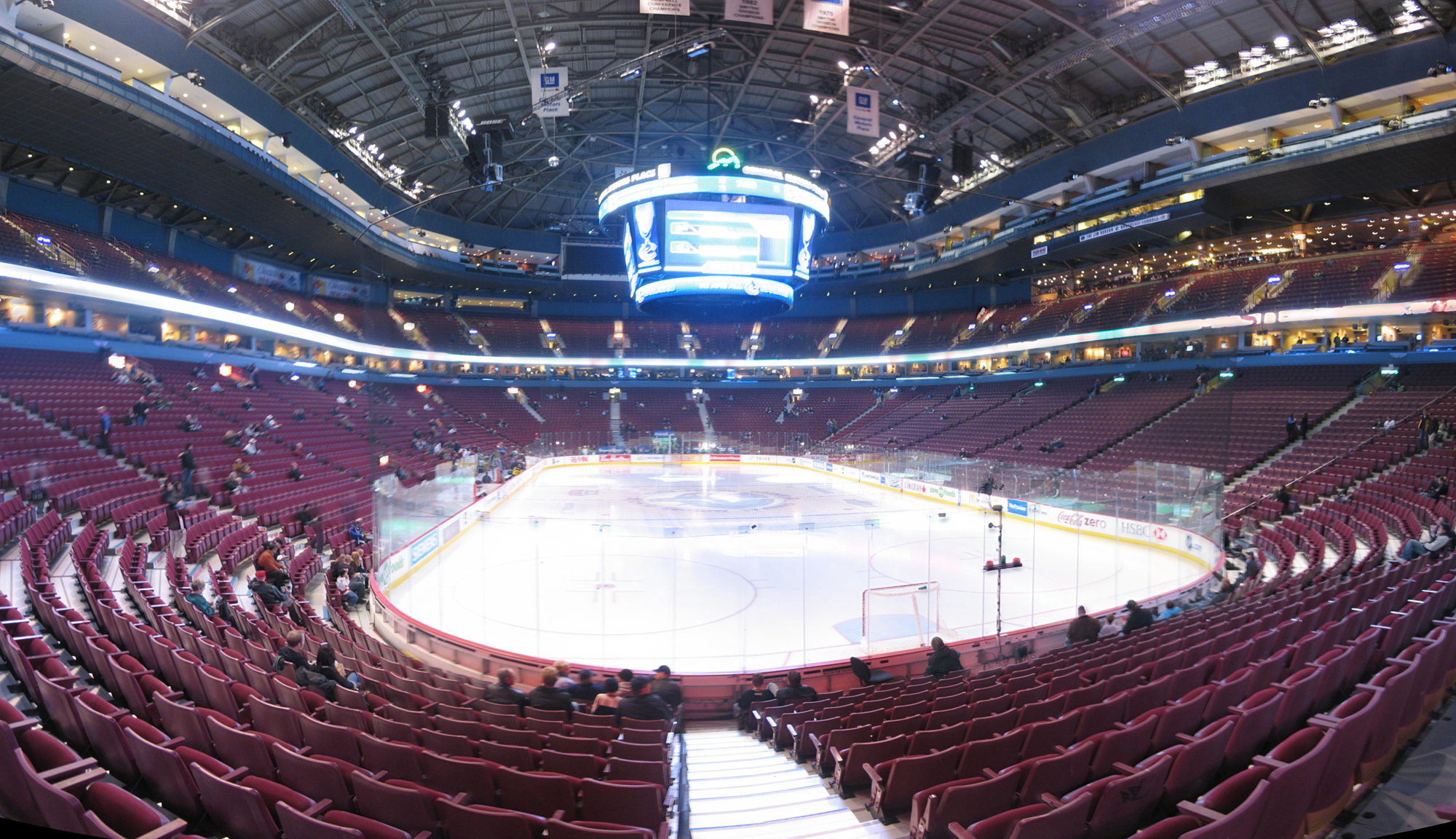
Panorama (30/11/2006)
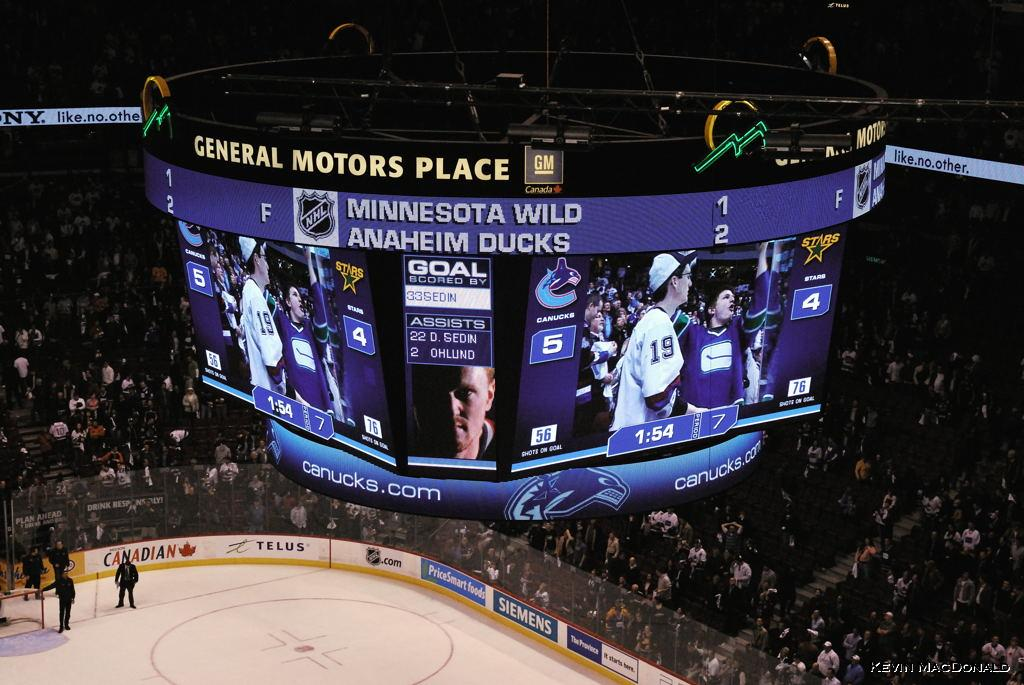
Le nouveau tableau d'affichage
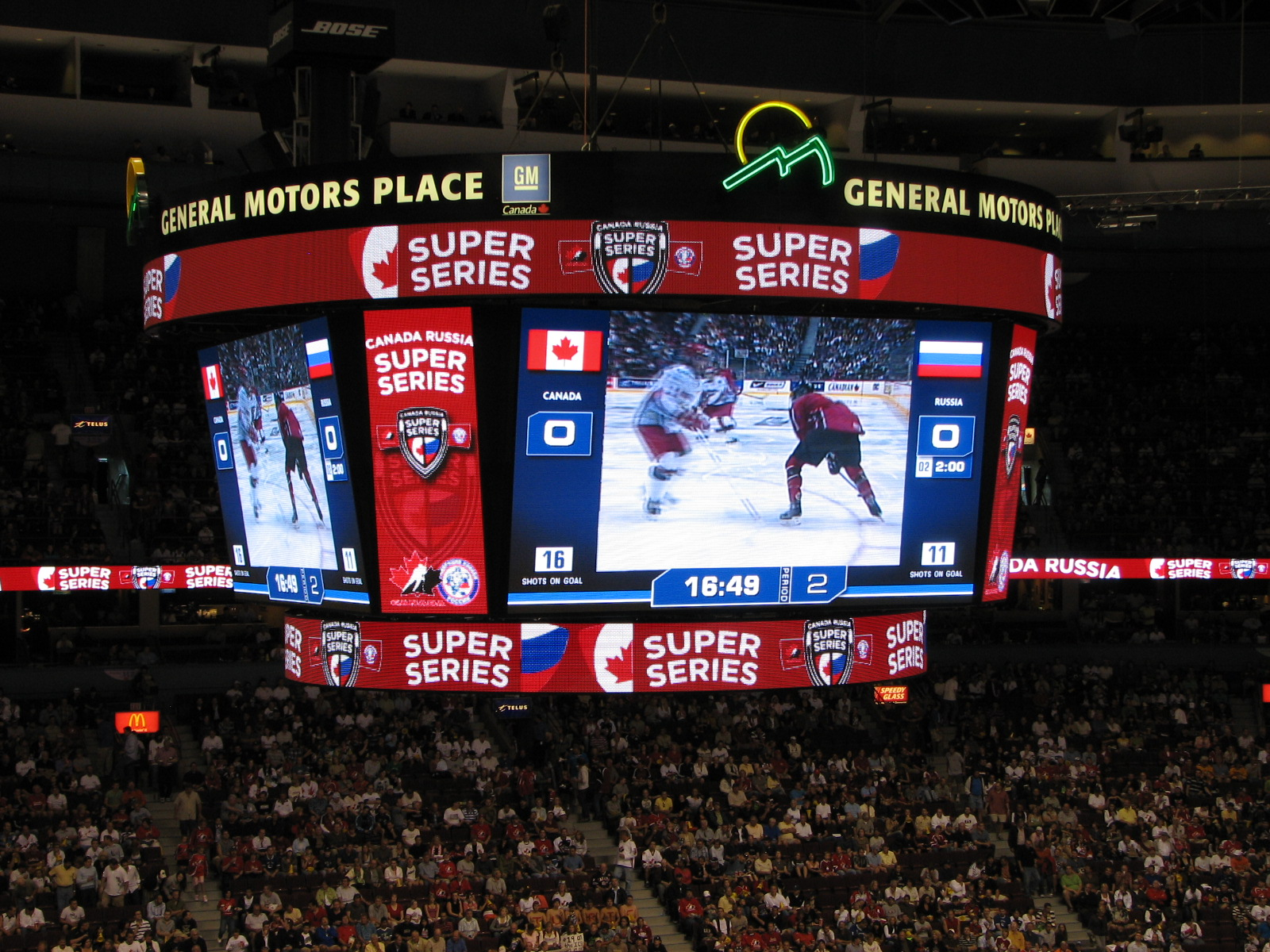
Lors de la Super Série 2007